# الكسندر جونسون (متزلج فني)
الكسندر جونسون (بالإنجليزية: Alexander Johnson)‏ هو متزلج فني أمريكي، ولد في 15 مايو 1990 في منيابولس في الولايات المتحدة.

## وصلات خارجية
- الموقع الرسمي
- ألكسندر جونسون على موقع الاتحاد الدولي للتزلج (الإنجليزية)